# Alexander Sergejewitsch Dargomyschski

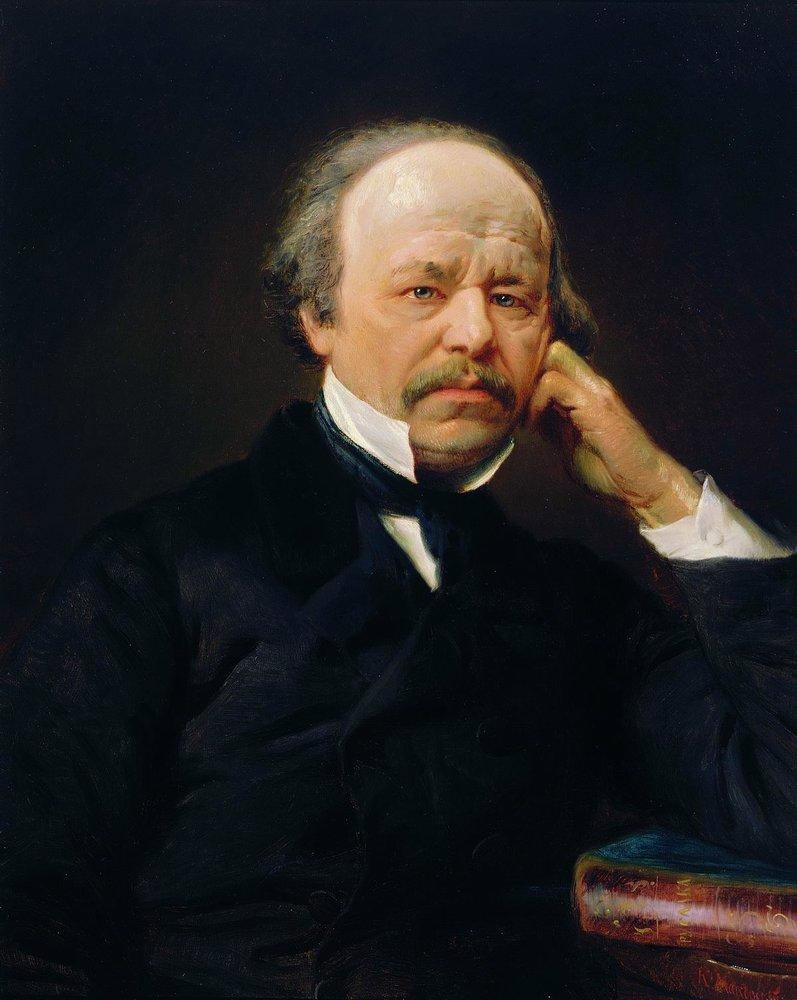
Alexander Sergejewitsch Dargomyschski

Alexander Sergejewitsch Dargomyschski (russisch Александр Сергеевич Даргомыжский, wiss. Transliteration: Aleksandr Sergeevič Dargomyžskij; * 2.jul. / 14. Februar 1813greg. in Dargomysch im Gouvernement Tula; † 5. Januarjul. / 17. Januar 1869greg. in Sankt Petersburg) war ein russischer Komponist. Dargomyschski gilt mit Recht als einer der würdigsten Repräsentanten der national-russischen Oper und hat zu deren Ausbildung wesentlich beigetragen. Er schrieb Orchesterwerke, Opern und Lieder, die einen ausgeprägt nationalen und realistischen Charakter tragen.

## Leben
Dargomyschski lernte erst mit fünf Jahren sprechen, begann aber schon mit sechs Jahren das Klavier und mit acht Jahren die Geige zu spielen. Nachdem seine Familie 1817 nach St. Petersburg umgezogen war, erhielt er seine musikalische Ausbildung zunächst von seiner deutschen Gouvernante, danach von einem Musiklehrer namens Danilewski und schließlich durch Franz Schoberlechner, einen Schüler von Johann Nepomuk Hummel. Beruflich folgte er den Fußstapfen seines Vaters und trat im Herbst 1827 in den Staatsdienst ein. Wie viele junge Männer seines Standes betrachtete er Musik zunächst als Freizeitbeschäftigung, veröffentlichte auch einige kleinere Vokalwerke, meist für Frauenstimmen, erhielt aber keinerlei musiktheoretische Ausbildung.
Erst im Winter 1833–1834 wurde er Michail Glinka vorgestellt, welcher ihm die Notenhefte mit Übungen in Generalbass und Kontrapunkt auslieh, die er selbst bei Siegfried Dehn studiert hatte. Mit Glinka spielte Dargomyschski Klavierduos, organisierte Konzerte und analysierte Beethovens Symphonien und Mendelssohns Ouvertüren. Er entschloss sich, dem Beispiel seines Lehrers folgend, eine vollständige Oper zu schreiben. Dargomyschski war ein Bewunderer der französischen Literatur, und seine erste Oper war Esmeralda, eine Vertonung des historischen Romans Notre-Dame de Paris von Victor Hugo. Da aber die russische Oper zu jener Zeit von italienischen Werken dominiert wurde, musste er bis 1847 auf die Uraufführung seiner Oper in Moskau warten, die auch dann nur wenig Erfolg verbuchte und erst 1851 ihre St. Petersburger Premiere in der dortigen Oper erlebte.
1843 trat Dargomyschski unvermittelt vom Staatsdienst zurück und begab sich im September 1844 auf eine Auslandsreise. In Brüssel wurde er Fétis vorgestellt, und in Paris traf er Auber, Meyerbeer und Halévy. Wie Glinka zehn Jahre zuvor entdeckte auch er erst im Ausland die Vorzüge seiner eigenen Kultur; nach seiner Rückkehr im Mai 1845 schrieb er einem Freund: „Es gibt kein besseres Volk in der Welt als das russische, und wenn es Elemente der Poesie in Europa gibt, dann in Russland“. Sein gründliches Studium des russischen Volkslieds führte zur Niederschrift der Oper Russalka, die 1855 abgeschlossen wurde. Der Oper wurde vom unterhaltungsbedürftigen Publikum nur wenig Beachtung geschenkt, weshalb sich der enttäuschte Dargomyschski der neuen progressiven Schule, dem sogenannten „Mächtigen Häuflein“ um dem Komponisten Mili Alexejewitsch Balakirew, anschloss. Eine dritte dramatische Arbeit, die Ballettkantate Das Bacchusfest, wurde schon 1848 abgeschlossen, kam aber erst 1867 (ebenfalls in Moskau) zur Aufführung.
Dargomyschski starb am 17. Januar (Datum neuen Stils) 1869 in Petersburg, seinem ständigen Wohnsitz, mit Hinterlassung einer unvollendeten Oper: Der steinerne Gast (nach einem dramatischen Gedicht Alexander Puschkins), deren Ausarbeitung zwei der begabtesten jüngeren Komponisten Russlands, Nikolai Rimski-Korsakow (Instrumentierung) und César Cui (Vorspiel), übernahmen.
Seit 1987 trägt ihm zu Ehren der Dargomyschski-Gletscher auf der antarktischen Alexander-I.-Insel seinen Namen.

## Werke
- Esmeralda, Oper, komponiert 1838–1841, Uraufführung 1847 in Moskau
- Russalka, Oper, komponiert 1848–1855, Uraufführung 1856 in Sankt Petersburg
- Das Bacchusfest, Kantate, 1848
- Bolero, für Orchester, 1839
- Fantasie-Scherzo „Baba-Jaga“, für Orchester, 1862
- Kleinrussischer Kosakentanz, für Orchester, 1864
- Fantasie nach finnischen Themen, für Orchester, 1867
- Der steinerne Gast, Oper, unvollendet, 1868–1869, vollendet von Cui und Rimski-Korsakow, Uraufführung 28. Februar 1872 in Sankt Petersburg
- zahlreiche Lieder, wie z. B. „Der Wurm“, „Der Titularrat“, „Der alte Korporal“ u. a.
- Kleinere Klavierstücke und Variationswerke